# 德语人名
德语人名，由名（Vorname）和姓（Nachname, Familienname）组成，通常遵循名前姓后的顺序。如卡尔·马克思（Karl Marx），卡尔是名，马克思是姓。

## 名
德意志人的名字（Vorname）主要有两大来源，一是源自基督教教名，二是源于日耳曼传统人名，有男女之分。常见的教名一般来源于圣经人物或是基督教圣人、圣徒，如男名雅各布（Jakob）、约翰或汉斯（Johann / Hans）、格奥尔格或约尔格（Georg / Jörg）等；女名安娜（Anna）、玛丽亚（Maria）、芭芭拉（Barbara）、克里斯蒂娜（Christina）等。日耳曼传统人名，常见者有弗里德里希（Friedrich）、路德维希（Ludwig）等。
新生儿出生不久后即会由父母取名；为新生儿同时起多个名字的情况较为普遍，父母会挑选复名之一供日常使用，作为称呼名（Rufname）。称呼名在正式姓名中的位次并不确定，所以在官方文档中经常以加下划线的方式标记。例如，在女数学家埃米·诺特（Emmy Noether）于1907年递交给埃朗根大学的简历中，其自我介绍部分这样开头：
Ich, Amalie Emmy Noether, bayerischer Staatsangehörigkeit und israelitischer Konfession, bin geboren zu Erlangen am 23. März 1882 ...
“我，阿玛莉·埃米·诺特，巴伐利亚籍，以色列宗派，1882年3月23日出生于埃朗根……”
其中划线的“埃米”即表明此为称呼名，为其复名中的第二个名字。
亦有人使用由连字符相接的复名，如汉斯-于尔根（Hans-Jürgen）、安娜-玛丽（Anna-Marie）等。
在德国，新生儿的取名必须要得到当地民事登记处（Standesamt）的批准，名字必须可以区分新生儿性别，并且不能妨碍新生儿的身心健康。以姓氏或是以事物名词取名都是被禁止的，例如“马蒂”（Matti）曾因性别指代模糊而遭到登记处回绝，但若用另一个性别指代清晰的名字与之组成复名，便可获得通过，如马蒂·奥利弗（Matti Oliver）或是马蒂·尤利娅（Matti Julia）。
德意志贵族曾在近世盛行为子嗣起冗长复名的习俗，子嗣的复名常包含至少六个单名；这一风俗又被布尔乔亚模仿，至19世纪末告一段落，因此现今包含两到三个单名的复名仍然常见，但更长者则已十分罕见。但德意志贵族仍延续該习惯，比如出生于1952年的萨克森-迈宁根亲王康拉德，全名是约翰·弗里德里希·康拉德·卡尔·爱德华·霍斯特·阿诺德·马蒂亚斯（Johann Friedrich Konrad Carl Eduard Horst Arnold Matthias）；出生于1954年的汉诺威亲王恩斯特·奥古斯特五世，全名是恩斯特·奥古斯特·阿尔贝特·保罗·奥托·鲁普雷希特·奥斯卡·贝特霍尔德·弗里德里希-费迪南德·克里斯蒂安-路德维希（Ernst August Albert Paul Otto Rupprecht Oskar Berthold Friedrich-Ferdinand Christian-Ludwig）。
20世纪90年代以来，亦有为新生儿取非德语人名的潮流，比如偏好带有凯尔特色彩的利亚姆（Liam），而非其德语形式威廉（Wilhelm）。德国父母为子女取带有异国特点或是怪异名字的倾向，又被称为凯文主义。

### 常见名
德意志人的名字会因所处方言地区不同，存在一些变体形式，尤其体现在小名上。这种特点可以通过各地的常见名字排行窥得一二，特定地区的名字排行常常带有一些存在地域特色的名字。比如以北德意志的石勒苏益格-荷尔斯泰因州和南德意志的巴登-符腾堡州2012年常见名字前十位榜单相比，二者都包含一些风靡全国的名字，包括班（Ben）、保罗（Paul）、芬恩（Finn）、卢卡（Luca）、马克斯（Max）、米娅（Mia）、埃玛（Emma）、蕾娅（Lea）、蕾歐妮（Leonie）、安娜（Anna）、蕾娜（Lena）、汉娜（Hanna）；但石-荷州榜单中包含了带有北德意志低地特色的男名拉瑟（Lasse）和女名妮莱（Neele）。
下表以时间顺序，给出了自19世纪90年代起每个年代最为流行常见的名字，以及2014年的最近排名。
| 1890 | 安娜（Anna），玛尔塔（Martha / Marta），弗里达（Frieda / Frida），贝尔塔（Berta / Bertha），埃玛（Emma），玛丽（Marie），玛丽亚（Maria），玛格丽特（Margarethe / Margarete），埃尔娜（Erna），埃尔莎（Elsa）                     | 卡尔（Carl / Karl），威廉（Wilhelm），奥托（Otto），海因里希（Heinrich），弗里德里希（Friedrich），保罗（Paul），汉斯（Hans），古斯塔夫（Gustav），马克斯（Max），恩斯特（Ernst）                                                     |
| 1900 | 安娜（Anna），玛尔塔（Martha / Marta），弗里达（Frieda / Frida），埃玛（Emma），玛丽（Marie），伊丽莎白（Elisabeth），玛丽亚（Maria），贝尔塔（Berta / Bertha），格特鲁德（Gertrud），玛格丽特（Margarethe / Margarete）         | 威廉（Wilhelm），卡尔（Carl / Karl），海因里希（Heinrich），赫尔曼（Hermann），弗里德里希（Friedrich），保罗（Paul），奥托（Otto），恩斯特（Ernst），汉斯（Hans），瓦尔特（Walter / Walther）                                         |
| 1910 | 格特鲁德（Gertrud），埃尔娜（Erna），玛尔塔（Martha / Marta），赫塔（Hertha / Herta），玛格丽特（Margarethe / Margarete），安娜（Anna），克特（Käthe），伊丽莎白（Elisabeth），弗里达（Frieda / Frida），希尔德加德（Hildegard） | 瓦尔特（Walter / Walther），卡尔（Carl / Karl），汉斯（Hans），威廉（Wilhelm），奥托（Otto），库尔特（Curt / Kurt），海因里希（Heinrich），赫尔曼（Hermann），保罗（Paul），赫尔穆特（Helmut / Helmuth）                              |
| 1920 | 伊尔莎（Ilse），希尔德加德（Hildegard），格特鲁德（Gertrud），伊姆加德（Irmgard），格尔达（Gerda），莉泽洛特（Lieselotte），埃尔弗丽德（Elfriede），乌尔苏拉（Ursula），埃迪特（Edith），埃尔娜（Erna）                          | 汉斯（Hans），卡尔（Carl / Karl），海因茨（Heinz），库尔特（Curt / Kurt），维尔纳（Werner），瓦尔特（Walter / Walther），金特（Günter / Günther），赫贝特（Herbert），赫尔穆特（Helmut / Helmuth），格哈德（Gerhard），罗尔夫（Rolf） |
| 1930 | 乌尔苏拉（Ursula），黑尔佳（Helga），吉塞拉（Gisela），英格（Inge），格尔达（Gerda），英格丽德（Ingrid），英格博格（Ingeborg），伊尔莎（Ilse），埃迪特（Edith），希尔德加德（Hildegard）                                         | 金特（Günter / Günther），汉斯（Hans），卡尔（Carl / Karl），海因茨（Heinz），维尔纳（Werner），格哈德（Gerhard），霍斯特（Horst），赫尔穆特（Helmut / Helmuth），瓦尔特（Walter / Walther），库尔特（Curt / Kurt），罗尔夫（Rolf）   |
| 1940 | 卡琳（Karin），英格丽德（Ingrid），黑尔佳（Helga），雷娜特（Renate），埃尔克（Elke），乌尔苏拉（Ursula），埃丽卡（Erika），克丽斯塔（Christa），吉塞拉（Gisela），莫妮卡（Monika）                                               | 彼得（Peter），克劳斯（Klaus / Claus），汉斯（Hans），于尔根（Jürgen），迪特尔（Dieter），金特（Günter / Günther），霍斯特（Horst），曼弗雷德（Manfred），乌韦（Uwe），沃尔夫冈（Wolfgang）                                           |
| 1950 | 布丽吉特（Brigitte），雷娜特（Renate），卡琳（Karin），安格莉卡（Angelika），莫妮卡（Monika），乌尔苏拉（Ursula），英格丽德（Ingrid），马丽昂（Marion），芭芭拉（Barbara），吉塞拉（Gisela）                                     | 彼得（Peter），汉斯（Hans），沃尔夫冈（Wolfgang），克劳斯（Klaus / Claus），曼弗雷德（Manfred），于尔根（Jürgen），米夏埃尔（Michael），贝恩德（Bernd），维尔纳（Werner），金特（Günter / Günther）                                   |
| 1960 | 扎比内（Sabine），苏珊（Susanne），彼得拉（Petra），比吉特（Birgit），加布里埃莱（Gabriele），安德烈娅（Andrea），马丁娜（Martina），乌特（Ute），海克（Heike），安格莉卡（Angelika）                                            | 托马斯（Thomas），米夏埃尔（Michael），安德烈亚斯（Andreas），彼得（Peter），弗兰克（Frank），乌韦（Uwe），克劳斯（Klaus / Claus），斯特凡（Stefan / Stephan），于尔根（Jürgen），约尔格（Jörg）                                      |
| 1970 | 妮科莱（Nicole），安娅（Anja），克劳迪娅（Claudia），斯特凡妮（Stefanie / Stephanie），安德烈娅（Andrea），塔尼娅（Tanja），卡特琳（Katrin / Catrin / Kathrin），苏珊（Susanne），彼得拉（Petra），扎比内（Sabine）              | 斯特凡（Stefan / Stephan），米夏埃尔（Michael），安德烈亚斯（Andreas），托马斯（Thomas），弗兰克（Frank），马库斯（Markus / Marcus），克里斯蒂安（Christian），奥利弗（Oliver），马蒂亚斯（Matthias），托尔斯滕（Torsten）            |
| 1980 | 尤利娅（Julia），卡特琳（Katrin / Catrin / Kathrin），斯特凡妮（Stefanie / Stephanie），梅拉妮（Melanie），桑德拉（Sandra），安娅（Anja），妮科莱（Nicole），纳迪娜（Nadine），克里斯蒂娜（Christina），萨布丽娜（Sabrina）      | 克里斯蒂安（Christian），米夏埃尔（Michael），塞巴斯蒂安（Sebastian），斯特凡（Stefan / Stephan），扬（Jan），丹尼尔（Daniel），马丁（Martin），丹尼斯（Dennis），亚历山大（Alexander），托马斯（Thomas）                             |
| 1990 | 尤利娅（Julia），莎拉（Sarah / Sara），燕妮弗（Jennifer），卡塔丽娜（Katharina），丽莎（Lisa），克里斯蒂娜（Christina），耶西卡（Jessika / Jessica），安娜（Anna），劳拉（Laura），梅拉妮（Melanie）                             | 扬（Jan），托比亚斯（Tobias），克里斯蒂安（Christian），亚历山大（Alexander），丹尼尔（Daniel），帕特里克（Patrick），丹尼斯（Dennis），塞巴斯蒂安（Sebastian），马塞尔（Marcel），菲利普（Philipp）                                  |
| 2000 | 安娜（Anna），莱娅（Lea / Leah），莎拉（Sarah / Sara），汉娜（Hannah / Hanna），米歇莱（Michelle），劳拉（Laura），丽莎（Lisa），拉拉（Lara），莱娜（Lena），尤利娅（Julia）                                                     | 卢卡斯（Lukas / Lucas），扬（Jan），蒂姆（Tim），芬恩（Finn / Fynn），莱昂（Leon），尼克拉斯（Niklas / Niclas），汤姆（Tom），约纳斯（Jonas），扬尼克（Jannik / Yannik / Yannick / Yannic），卢卡（Luca / Luka）                      |
| 2010 | 米娅（Mia），汉娜（Hannah / Hanna），莱娜（Lena），莱娅（Lea / Leah），埃玛（Emma），安娜（Anna），莱昂妮（Leonie / Leoni），莉莉（Lilli / Lilly / Lili），埃米莉（Emily / Emilie），莉娜（Lina）                                | 莱昂（Leon），卢卡斯（Lukas / Lucas），本（Ben），芬恩（Finn / Fynn），约纳斯（Jonas），保罗（Paul），路易斯（Luis / Louis），马克西米利安（Maximilian），卢卡（Luca / Luka），菲利克斯（Felix）                                      |
| 2014 | 埃玛（Emma）， 米娅（Mia），汉娜（Hannah / Hanna），索菲娅（Sofia / Sophia），埃米莉娅（Emilia），安娜（Anna），莱娜（Lena），莱娅（Lea / Leah），埃米莉（Emily / Emilie），玛丽（Marie）                                        | 本（Ben），路易斯（Luis / Louis），保罗（Paul），卢卡斯（Lukas / Lucas），约纳斯（Jonas），莱昂（Leon），芬恩（Finn / Fynn），诺亚（Noah），埃利亚斯（Elias），卢卡（Luca / Luka）                                                    |

### 化名
艺术家或宗教团体成员会取化名（Künstlername，意为艺名），若某人以其化名在公众拥有较高知名度，这一化名可作为正式姓名的一部分加入护照，并可替代原名使用。皈依特定宗教后所新取的名字亦可以此途径成为正式姓名的一部分。

## 姓
德意志人的姓氏（Nachname, Familienname）相比名字形成较晚，最早出现在12世纪至13世纪，最终形成于14世纪至15世纪。大部分德语姓氏最早是昵称，源自职业名或是地名，有少部分来源于一些体貌特征；这些早期姓氏于中世纪晚期引入德意志，自近世起逐渐发展为世袭的现代姓氏，这和当时中央人口记录系统的完善有关。
德语姓氏可细分为五类：源于名字、职业、事物名词、体貌特征或地名（包括一些建筑名）；许多姓氏亦带有地方的方言特色。
- 源于名字的姓氏常和类似于以父名为姓的习俗有关。如名字阿伦德（Ahrend）变为姓氏阿伦茨（Ahrends），结尾缀以“-s”的所有格后缀，意为“阿伦德之子”，例：阿伦茨（Ahrends / Ahrens）、本茨（Benz）、弗里茨（Fritz）等。由于一些德意志城市早期使用拉丁文紀錄，因此一些拉丁所有格单数后缀-i也以此途径出现于姓氏演变，如雅各比（Jakobi）和阿尔贝蒂（Arberti），或写作“-y”，如门德尔松·巴托尔迪的姓氏巴托尔迪（Bartholdy）。
- 源于职业名的姓氏是德意志姓氏最常见的类别[10]。如施密特（Schmidt，铁匠）、米勒（Müller，磨坊工人）、迈尔（Meier，农场管家）、霍夫曼（Hoffmann，农场主）、舒尔茨（Schulze，警官）、菲舍尔（Fischer，渔夫）、施耐德（Schneider，裁缝）、加施勒（Gaschler，吹玻璃工人）、毛雷尔（Maurer，石匠）、鲍尔（Bauer，农夫）、瓦格纳（Wagner，车夫）、齐默尔曼（Zimmermann，木匠）、特普费尔（Töpfer / Toepfer，陶工）、克林格曼（Klingemann，武器匠）。一些和王室贵族头衔相关的姓氏也很常见，如凯泽（Kaiser，皇帝）、柯尼希（König，国王）、格拉夫（Graf，伯爵），使用者并非贵族，而可能只是与王室贵族相关的次要工作人员。
- 源于事物名词的姓氏，如阿德勒（Adler，鹰）、沃尔夫（Wolf，狼）、福格尔（Vogel，鸟）、福克斯（Fuchs，狐狸）、布卢默（Blume，花）、佐默（Sommer，夏天）、贝格（Berg，山）等[10]。
- 源于体貌特征的姓氏，如克劳泽（Krause，捲头发）、施瓦茨科普夫（Schwarzkopf，黑头发）、克莱因（Klein，小个子）、格罗斯（Groß，大个子）等。
- 源于地名的姓氏，该地名一般是使用者所在的城镇或村落名，或是住宅名。这些姓氏常常以后缀“-er”结尾，如基辛格（Kissinger，基辛根）、拜尔（Bayer，巴伐利亚）、施瓦岑内格（Schwarzenegger，英语译法为施瓦辛格，源于城镇名Schwarzenegg[11]）。姓氏伯姆（Böhm）指这一家族来自波希米亚；姓氏巴赫曼（Bachmann）的祖先可能居住在小溪边，因为Bach原意为小溪[10]。在街道名称和号码体系尚未完善的时代，甚至这一体系完善之后的很长一段时间内，许多重要建筑物如客栈、工厂和农庄等，都有特定的房名（Hofnamen），如罗特席尔德（Rothschild，英文译作罗斯柴尔德，“红盾记”）、拉赫斯（Lachs，“鲑鱼记”）、恩格斯（Engels，“天使记”）等。这样的房名亦可以和职业名组合形成姓氏，如罗森鲍尔（Rosenbauer，“玫瑰记农夫”，指工作在玫瑰记农庄的农夫）、金德尔米勒（Kindlmüller，“孩童记磨坊工”，工作于一家名为某某孩童的磨坊）。

介词“冯”（von，表示所属关系，等同于英语of）是贵族姓名的专属元素，如某人是费特海姆村（Veltheim）的男爵，那么其名字后便会加缀冯·费特海姆（von Veltheim），这种后缀後來被德国法律视同姓氏。获封贵族者亦会在其姓氏前加入“冯”，如约翰·沃尔夫冈·歌德（Johann Wolfgang Goethe）获封贵族后，其姓氏便改为冯·歌德（von Goethe）。有时“冯”也会加在地名之前成为姓氏，和贵族身份无关；有非贵族者拥有带有“冯”字姓氏的，亦常常是贵族后裔女子下嫁平民男子后，二人决定以妻子姓氏作为婚姓。
1919年，德国和奥地利的君主政权终结，不再有新的贵族获封；在奥地利，国民所有的贵族头衔、尊称、勋衔等皆于1919年4月3日废止，包括贵族姓名中的介词“冯”，姓名中使用这类词汇属于违法行为，可导致罚款。如奥匈帝国的末代皇储奥托·冯·哈布斯堡，在奥地利称为奥托·哈布斯堡。在瑞士，由于当地数百年来本就少有此类贵族姓名，“冯”字等贵族元素从未被法律允许，仅可用于私人场合。
德语姓氏皆来源于当地，因此会带有地方特色。如在南德意志、奥地利和瑞士，昵称后缀-l，-el，-erl，-le，-li常出现于姓氏，如克莱布尔（Kleibl）、朔伊布勒（Schäuble）、内格利（Nägeli）等。另外，同一职业在不同地区可能有不同名称，例如源于製桶工人的姓氏在汉堡是伯特歇尔（Böttcher），而在巴伐利亚则是舍夫勒（Schäffler）。
德语姓氏亦包含一些源自斯拉夫语族的外来姓氏，它们常带有斯拉夫风格的属格后缀，在德语中写作-itz或-itsch。外来姓氏输入德意志后，可能会发生德语化的拼写演变，如荷兰姓氏斯洛塔赫（Sloothaag）变为德语的斯洛塔克（Sloothaak）；定居于普鲁士的法国雨格诺派家族，其法语姓氏如马卡尔（Marquard），演变为德语马克瓦特（Markwart）；波罗的海地区的姓名后缀-kis，在德语中常演变为后缀-ke。

### 常见姓氏
网站name-statistics.org统计的德国的姓氏使用人数排行：
1. 米勒（Müller, Möller）
2. 施密特（Schmidt, Schmitt, Schmied）/ 施米茨（Schmitz）
3. 施奈德（Schneider）
4. 菲舍尔（Fischer）
5. 迈尔（Meyer, Meier, Meir, Meyr, Mayer, Maier, Mair, Mayr）
6. 瓦格纳（Wagner）
7. 舒尔茨（Schulz, Schulze, Schultze）/ 舒尔特（Schulte）/ 舒尔特海斯（Schultheiß）
8. 贝克尔（Becker, Bäcker）
9. 霍夫曼（Hoffmann, Hofmann）

可见上述姓氏皆来源于职业名，且为17世纪现代世袭姓氏形成时常见的职业。它们都是在德意志各地独立产生的，各地间并无家族关联。

### 姓氏的性别变体
德意志传统上，女子的姓氏应同同族男子有所区别。此习俗在斯拉夫国家仍然流行。高地地区流行的女性姓氏后缀是“-in”，如南德意志男子彼得·胡贝尔（Peter Huber），对应女子安娜·胡贝琳（Anna Huberin）。低地地区常见的女性后缀是-sch(e)，如de Smidtsche，指一位来自Schmidt家族的女子。萨克森地区另存在后缀“-s”，如男子贝克（Bäcker）的妻子或女儿的姓氏变为贝克斯（Bäckers）。随着德意志各邦标准化姓名登记系统的完善，此习俗在18世纪至19世纪也在各邦相继废止。

### 婚姻改姓
传统上，女子有从夫姓习俗，仅偶尔通过连字符保留娘家姓，称为双姓（Doppelname）。例如，20世纪德国女诗人埃尔泽·拉斯克-许勒尔，姓氏拉斯克-许勒尔（Lasker-Schüler）由夫姓拉斯克（Lasker）和娘家姓许勒尔（Schüler）组成。因现代男女平权潮流，德国法律现允许夫妻结婚后自行选择共同姓氏，双方可以通过连字符保留自身原有姓氏，亦允许女方不改姓。
根据现代德国法律，若男子施密特（Herr Schmidt）与女子迈尔（Frau Meyer）结婚，除女方遵循原有从夫姓习俗外，亦可如此做：
1. 二人可不改姓，保留原姓名。20世纪90年代法律更改后，二人可改为以下第二项的对应姓氏，但不可改回。
2. 二人可选一方姓氏作为共同婚姓（Ehename），如上述夫妻可在施密特和迈尔两个姓氏中选择一个作为二人的共同姓氏。
3. 其中一人可将二人姓氏连写，以连字符连接，成为双姓（Doppelname）。如女方选择改姓为迈尔-施密特或施密特-迈尔；二人的子女姓氏仍然是男方的施密特。二人同时改为双姓并不被允许。

## 学位头衔
如博士（Doktor，Dr.）、教授（Professor，Prof.）等学术或学位头衔并非德国人姓名的一部分，但可录入身份证或护照，应用于文档、文书或演说中。

## 姓名顺序
德语姓名的顺序通常是名前姓后的，但在一些操浓重方言的地区，如巴伐利亚、萨克森、普法尔茨和萨尔兰等地，也遵循姓前名后的顺序，但要在前加上定冠词der/die。如克劳斯·米尔巴赫（Klaus Mühlbach）在上述地区称为der Mühlbach Klaus。即使是在行政层面上，上述地区亦遵循这一顺序，但会在姓名之间加入逗号作间隔，如上述男子的姓名将会以Mühlbach, Klaus的形式出现在正式文档中，加上一些学术或军事头衔，可变为Mühlbach, Klaus, Dr./OLt/Bäcker（教授/中尉）。如此在姓名前加入定冠词的行为在上述地区之外并不常见，在标准德语中视为语法错误。但这种用法常见于德语口语，尤其是在与儿童交谈时，被认为带有亲切含义，而非法语类似用法中的粗鲁含义。如Ich bin der Nils（我是尼尔斯；'I am the Nils'），Ich gab der Eva eine Süßigkeit（我给了埃娃一块糖果；'I gave a sweet to the Eva'）。这种用法并非必需，常用于澄清或强调。在奥地利，姓名前的定冠词总在非正式的口头语言中使用，但在大多数情况下不在非常正式或书面语言中使用。
在一些方言中，如西普法尔茨、萨尔兰和莱茵兰的部分地区，在女子姓名前的定冠词是中性的，而非阴性。